# Arthur Somerset
El mayor lord Henry Arthur George Somerset, Deputy Lieutenant, (17 de noviembre de 1851 - Hyères, 26 de mayo de 1926) fue el tercer hijo de Henry Somerset, octavo duque de Beaufort, y su esposa, lady Georgiana Curzon. Fue el palafrenero mayor de los establos del Príncipe de Gales (posteriormente el rey Eduardo VII del Reino Unido) y comandante de la Guardia de la Caballería Real.
Estuvo relacionado con el escándalo de la calle Cleveland, siendo identificado por varios prostitutos como cliente de sus servicios. Somerset huyó a Francia para evitar el juicio. Desde allí viajó a Constantinopla, Budapest, Viena y de vuelta a Francia, donde murió en 1926, a los 74 años.